# Улица Бурхана Шахиди (Казань)
Улица Бурхана Шахиди (тат. Борһан Шәһиди урамы, Borhan Şähidi uramı) — улица в историческом центре Казани. Названа в честь политического деятеля Бурхана Шахиди.

## География
Начинается в районе  Привокзальной площади, от пересечения с  улицей Рустема Яхина, затем пересекается с  улицей Чернышевского; далее улица  раздваивается, пересекает улицу Тази Гиззата  и в районе остановки «Колхозный рынок»  переходит в улицу Габдуллы Тукая.

## История
Улица возникла на территории исторического района Ямская слобода, отсюда и одно из её дореволюционных названий — Первая Ямская улица. Также улица называлась Мочальной площадью, так как на ней продавались мочальные изделия. В 1914 году постановлением Казанской городской думы она была переименована в Мочальную улицу, однако фактически переименование не состоялось.
Во второй половине 1920-х годов переименована в улицу Ухтомского, в честь революционера Алексея Ухтомского, а постановлением главы администрации Казани № 1673 от 16 июля 2005 года улице было присвоено современное название.
До революции 1917 года административно относилась ко 2-й полицейской части. После введения в городе районного деления входила в состав Сталинского, Дзержинского, Бауманского и Вахитовского (с 1994 года) районов.

## Примечательные объекты
- № 1/15 — жилой дом Казанского отделения ГЖД.[14]
- № 2/43 — республиканский дом  моделей министерства бытового обслуживания ТАССР (ныне торговый центр «Ильдан»).
- между чётной и нечётной сторонами улицы — сквер Бурхана Шахиди.[15]
- № 9 — дом (XIX век).[16]
- № 11/16 — дом Половникова (начало XX века).[17]
- № 17 — склады Гаврилова Т.А. – Половникова Н.Ф. (середина XIX в., 1877 г., сер. 30-х гг. XX в.).[18]

В годы существования Дзержинского района на улице находились различные районные органы власти (райком КПСС, райисполком, райжилуправление, районные отделы финансов и здравоохранения). В позднесоветский период на улице находились швейная фабрика № 9 (дом № 17), детская поликлиника № 2 (дом № 11), магазин № 8 Таткниготорга (дом № 13), Татарское отделение всесоюзного объединения «Союзучётиздат», контора материально-технического снабжения треста «Татремстрой» МЖКХ ТАССР (оба ― в доме № 28/18).

## Транспорт
На улице расположены две остановки городского общественного транспорта: «Железнодорожный вокзал» и «Колхозный рынок», на которых останавливаются автобусы №№ 2, 10, 10а, 30, 53, 63, 68, 72, 74, трамваи № 5 и № 5а и троллейбус № 7.

### Трамвай
Трамвайное движение на улице Ухтомского было открыто в 1934 году — через улицу начали ходить трамвай № 5 («площадь Куйбышева» — «Ягодная слобода»), ходивший через улицу до 1950-х годов, и трамвай № 4 («Суконная слобода» — «железнодорожный вокзал»). В 1940 году к нему добавился «пиковый» маршрут № 8 («поле Ершова» — «железнодорожный вокзал»), также ходивший через улицу до 1950-х годов. С середины 1950-х годов по улице начали ходить маршруты № 2 («железнодорожный вокзал» — «улица Волкова») и № 7 («железнодорожный вокзал» — «речной порт»). В год 100-летия казанского трамвая (1999) были запущены два кольцевых маршрута (№ 20 и № 21), также проходивших через улицу.
В 2005 году был закрыт маршрут № 4, а в 2008 году — маршруты №№ 20, 21. В 2007 году из речного порта на железнодорожный вокзал был перенаправлен маршрут № 3 («железнодорожный вокзал» — «Борисково»). В 2011 году было прекращено движение маршрута № 2.
В результате перенумерации трамвайных маршрутов маршрут № 7 стал № 2, маршрут № 3 же сохранил свой номер. Новый маршрут № 2 прекратил свою работу к 2017 году, а во время чемпионата мира 2018 года по его маршруту ходил экскурсионный трамвай № 2э; возобновлён в 2022 году. «Тройка» была закрыта в 2015 году по причине низкого пассажиропотока, в результате чего трамвайное движение по улице прекратилось, вновь начавшись в 2020 году, когда по улице пустили встречно-кольцевые маршруты № 5 и № 5а.

### Троллейбус
Троллейбусное движение осуществляется по небольшому участку улицы между улицами Чернышевского и Рустема Яхина. В советское время по этому участку ходили кольцевой маршрут №4а и маршрут № 7 («железнодорожный вокзал» — «Компрессорный завод»); в конце 1980-х годов маршрут № 4а был перенумерован в № 10. В 2010 году к ним добавились маршруты № 1 («улица Ленинградская» — «сквер Тукая», вскоре изменён), № 18 («железнодорожный вокзал» — «улица Халитова», вскоре упразднён) и № 19 («дворец спорта» — «авторынок», вскоре упразднён). После закрытия в 2015 году троллейбусного маршрута № 10 по улице Бурхана Шахиди проходит только маршрут № 7.